# KAI KF-21 Boramae
Il KF-21 Boramae (보라매) è un aereo da combattimento multiruolo bimotore, di generazione 4.5, sviluppato da una joint venture tra Corea del Sud e Indonesia.

## Storia del progetto

### Gli inizi
Lo sviluppo di quello che sarebbe diventato il programma KF-X venne annunciato già nel marzo del 2001, quando l'allora presidente sudcoreano Kim Dae-jung, durante una cerimonia presso l'Accademia Aeronautica, annunciò che la Corea del Sud avrebbe "sviluppato un cacciabombardiere indigeno all'avanguardia" a partire dall'anno 2015. Da allora, però, l'iter che avrebbe dovuto portare all'approvazione del programma ed al successivo sviluppo dell'aereo, incontrò non pochi problemi per le ripetute revisioni e interruzioni. Con il successivo governo di Lee Myung-bak, si credeva che fosse stata data nuova linfa allo sviluppo del progetto, visto che si decise di esplorare il programma e di valutarne lo sviluppo, ma nemmeno con il nuovo governo il progetto prese slancio, sempre a causa di controversie economiche.

### Programma KF-X
Dopo le diverse controversie che ne avevano impedito il lancio, il programma KF-X venne definitivamente approvato nel gennaio del 2016, quando la DAPA (South Korean Defence Acquisition Program Administration) assegnò un contratto per il programma di sviluppo di un caccia, denominato KF-X, all'industria aeronautica nazionale KAI (Korea Aerospace Industries). In base ai termini dell'accordo, KAI doveva avviare lo sviluppo di un nuovo caccia indigeno, con l'assistenza tecnologica di Lockheed Martin, che andasse a sostituire le vecchie flotte di caccia F-4D/E Phantom II e F-5E/F Tiger II presenti nell'organico dell'aeronautica militare della Repubblica di Corea. Il contratto, con un valore di 8,5 trilioni di KRW (7,64 miliardi di dollari USA) prevedeva lo sviluppo di sei prototipi e che il programma venisse completato entro la prima metà dell'anno 2026, con la partenza della produzione in serie.
Nel 2015, fu firmato un accordo in base al quale nasceva una joint venture tra Corea del Sud ed Indonesia, con quest'ultima che entrava a far parte ufficialmente del programma. Nel contratto si attribuiva una ripartizione dei costi tra i due paesi, con Seul che si faceva carico dell'80% dei costi, mentre Jakarta del 20%.
A partire dal 2017, quando l'Indonesia non fornì l'intero importo che avrebbe dovuto pagare in quell'anno, inizio la controversia economica tra i due paesi. Da una parte, la Corea sosteneva che non fossero stati rispettati gli accordi di pagamento; dall'altra, l'Indonesia affermò che la Corea del Sud non avesse rispettato il suo accordo in termini passaggio di tecnologie. Tale controversia fu risolta definitivamente nel 2017, quando i due paesi superarono le passate controversie che avevano portato ad un rallentamento dello sviluppo, riconfermando che la ripartizione dei costi sarebbe rimasta immutata, in conformità dell'accordo raggiunto nel 2015.
In soli quattro anni, a partire dal 2015, il progetto ha superato la PDR (Preliminary Design Review) nel 2018, la prima lavorazione delle parti di dettaglio, a febbraio 2019 e ha superato il CDR (Critical Design Review) a settembre 2019.

### Tecnica
L'aereo ha un design simile all'F-22A Raptor, soprattutto per quanto riguarda il doppio impennaggio di coda, la sezione frontale e la forma e la posizione delle prese d'aria. La cabina di pilotaggio, sopraelevata rispetto al corpo del velivolo, ricorda, invece, quella dell'F-16. Il KF-21 monta un seggiolino eiettabile Martin-Baker Mk-18.
Il primo prototipo del KF-X è stato completato agli inizi di aprile 2021, ed è stato svelato durante una cerimonia tenutasi negli stabilimenti KAI, sull'aeroporto di Sacheon, il giorno nove dello stesso mese. Nella stessa cerimonia l'aereo è stato ufficialmente denominato KF-21 Boramae, che tradotto significa "giovane falco", nome scelto attraverso un concorso pubblico condotto prima della presentazione. È prevista la consegna di almeno 40 aeromobili entro il 2028, con la Corea del Sud che prevede di schierarne un totale di 120 entro il 2032, mentre l'Indonesia 50 esemplari.
Con il lancio del primo prototipo è anche stato reso noto che questi sarebbero stati sei, quattro dei quali (da 001 a 004) monoposto, mentre due (005 e 006) sarebbero stati biposto.

### Ordine iniziale  e varianti
Il 25 giugno 2024, KAI ha annunciato di aver firmato un accordo da 1,4 miliardi di dollari con la DAPA per avviare la produzione dei primi 20 KF-21 Block I e per la fornitura di supporto logistico, manuale tecnici e formazione.
Nella stessa occasione è stato annunciato che sarebbero state sviluppate tre varianti dell'aereo, il KF-21EA, il KF-21EX e il KF-21SA.
Sviluppata dal KF-21B biposto da conversione operativa, la variante EA verrà dotata di un postazione per l'operatore dei sistemi (Weapon System Officer, WSO) nell'abitacolo posteriore. Sarà dotata di tre sistemi di attacco elettronico (EA) e due sistemi ESM che consentiranno all'aereo di assolvere alle stesse missioni dell'E/A-18G Growler.
La variante KF-21EX, nota anche come Block III, porterà l'aereo ad avere prestazioni tali da poter competere con i moderni aerei da combattimento di quinta generazione. La modifica più importante che permetterà all'aereo di essere considerato di quinta generazione, sarà l'integrazione di una stiva armi interna. Modifica che apporterà un vantaggio significativo riducendo al minimo la tracciatura radar dell'aereo quando le armi saranno stivate internamente. Tale capacità sarà fondamentale per ottenere vere caratteristiche stealth.
Il KF-21SA sarà sviluppato per l'esportazione, consentendo la personalizzazione di armi ed equipaggiamento interno per soddisfare i requisiti dei singoli paesi.
Il 20 maggio 2025 la DAPA ha annunciato che il primo esemplare di serie era ufficialmente entrato nella fase di assemblaggio finale. 

### Sensori
Per quanto riguarda la sensoristica, il KF-21 sarà equipaggiato con un radar AESA denominato KF-21 AESA, sviluppato dalla sudcoreana Hanwha System con il supporto dell'israeliana Elbit. Sarà dotato di un pod IRST per bersagli aerei sviluppato dallo Skyward-K di Leonardo. Per quanto riguarda la suite da guerra elettronica, questa verrà prodotta dalla sudcoreana LIG Nex1, con l'assistenza dell'italiana Elettronica.

### Propulsione
Per quanto riguarda la propulsione, il KF-21 è stato equipaggiato con la turboventola statunitense General Electric F414-KI, una versione specificatamente realizzata per il velivolo sud coreano, del noto F414-GE-400 impiegato anche dagli F/A-18E/F Super Hornet e dal Saab JAS 39 Gripen.
Questa versione, presente in due esemplari sull'aereo, è capace di erogare ognuna una spinta di 14.400 lb a secco, e di 
22.000 lb con postbruciatore.
A giugno 2022 è stato completato il 90% delle prove a terra, in particolare sono stati svolti una serie di test volti a verificare il corretto funzionamento dei due motori F414. Il test della prima accensione dei due motori è stato effettuato il 27 giugno 2022. Test che ha permesso di verificare che la spinta fosse erogata correttamente e che i motori funzionassero alla propria potenza. Questa versione dell'F414, inoltre, è stata dotata di speciali dispositivi antincendio aggiuntivi.

### Prove di rullaggio, primo volo e test di collaudo
La prima prova di rullaggio a terra è avvenuta il 5 luglio 2022, con il prototipo (numero di serie 001) che ha effettuato una prima corsa ad alta velocità lungo la pista durante la prova.
Il giorno 19 dello stesso mese, presso l’impianto di produzione dell’azienda aerospaziale sudcoreana Korean Aerospace Industries di Sacheon, è avvenuto il primo volo del prototipo (seriale 001) del KF-21. Il decollo avvenuto alle 15:40 locali, ed il volo, durato circa 33 minuti, hanno permesso di testare le prestazioni del velivolo in fase di decollo e atterraggio, ed il comportamento in volo mantenendo una velocità costante.
Il 10 novembre 2022 il secondo prototipo del KF-21 ha effettuato il suo primo volo presso il 3rd Flying Training Wing della Korean Air Force a Sacheon, a circa 300 chilometri a sud-est di Seul. L'aereo è decollato alle 9:49, ha volato alla velocità media di 407 km/h ed è atterrato senza intoppi alle 10:24.
Il terzo prototipo, invece, ha volato per la prima volta il 5 gennaio 2023. Durante il volo, durato 37 minuti, il terzo prototipo, contrariamente alle versioni precedenti ha testato le tecnologie necessarie per i test sulla velocità del caccia e per esaminare i carichi strutturali sul velivolo, aprendo la strada ad ulteriori test sulle capacità del caccia. Prima di questo, il primo prototipo veniva utilizzato solo per il test di velocità, mentre il secondo è stato impiegato per valutare la capacità di carico strutturale dell’aereo.
Il 20 febbraio 2023 ha effettuato il suo primo volo la versione biposto del KF-21. Il primo volo, della durata di 34 minuti, è avvenuto a Sacheon. Da questa versione, sviluppata per la conversione operativa, dovrebbe essere sviluppata una variante per guerra elettronica.
Il 4 marzo 2023, alle ore 10:00, il terzo prototipo è decollato dal 3rd Flying Training Wing dell'Air Force a Sacheon, montando per la prima volta il radar AESA. Il radar è stato testato per tutta la durata del volo di 84 minuti.
Il 17 maggio 2023 ha volato il quinto prototipo, anch'esso monoposto, monoposto, che è restato in aria per 45 minuti. Il velivolo ha eseguito principalmente prove di verifica delle prestazioni avioniche come il radar AESA, ed è stato programmato per condurre test di rifornimento aereo.
Il 28 giugno 2023 ha volato il sesto ed ultimo prototipo del programma KF-21. L'aereo, il secondo biposto, si é alzato in volo da Sacheon, rimanendo un'aria per 33 minuti.
A marzo 2023 è iniziata la fase di test per il rilascio delle armi senza intercettazioni.
Il 28 marzo 2023, il secondo prototipo ha rilasciato per la prima volta un missile aria-aria a medio raggio Meteor, mentre il terzo ha sparato per la prima volta circa 100 colpi con il cannone da 20 millimetri.
Ad aprile 2023, è stato effettuato un secondo test missilistico; il secondo prototipo del KF-21 ha lanciato con successo un missile aria-aria a corto raggio AIM-2000 IRIS-T. Il test è stato effettuato dall’aeronautica militare sudcoreana e dalla compagnia KAI sul Mar Cinese Meridionale, ed il missile era privo di testata e non aveva come obiettivo nessun bersaglio.
Il 19 marzo 2024 il KF-21 ha completato il suo primo test di rifornimento in volo. Un'aerocisterna KC-330 dell'Aeronautica militare sudcoreana ha rifornito di carburante il quinto prototipo, collegando la sua sonda rigida all'aereo e trasferendogli carburante che ha esteso il raggio d'azione del 50%.
A maggio 2024, uno dei prototipi del KF-21 ha condotto con successo il suo primo test di lancio reale di un missile aria-aria a lungo raggio Meteor. Il prototipo del KF-21 ha lanciato il missile nelle acque al largo della costa meridionale del Paese ed ha intercettato il bersaglio a circa novanta km di distanza. Il test riuscito ha comprovato le capacità di intercettazione del KF-21.

## Versioni
- KF-21: versione base monoposto sviluppata per le esigenze della RoKAF.[14]
- KF-21B: versione biposto da conversione operativa.[14]
- KF-21EA: versione biposto dotata di sistemi per la guerra elettronica, con una postazione per l'operatore dei sistemi (Weapon System Officer, WSO) nell'abitacolo posteriore.[14]
- KF-21EX: versione monoposto dotata di stiva interna per le armi e maggiori caratteristiche stealth.[14]
- KF-21SA: versione monoposto sviluppata per l'esportazione che consentirà di personalizzare sistemi ed armamenti in base alle richieste dei singoli paesi.[14]

## Utilizzatori
Corea del Sud
- Daehan Minguk Gonggun

20 KF-21 (previsione per 120 esemplari) ordinati il 25 giugno 2024.

### Possibili utilizzatori
Indonesia
- Tentara Nasional Indonesia Angkatan Udara

Sebbene l'Indonesia abbia rinegoziato l'accordo con la Corea del Sud per ridurre la propria partecipazione al programma del Boramae dal 20 % iniziale al 7,5 % nel giugno 2025 e un suo pilota abbia volato su un Boramae biposto nel luglio successivo il fatto che a fine luglio l'Indonesia abbia firmato un contratto con la Turchia per 48 velivoli TAI Kaan, velivolo di pari categoria, ha fatto ipotizzare che l'Indonesia possa abbandonare il programma.
 Polonia
- Siły Powietrzne

Nel 2023 l'emittente televisiva sudcoreana MBC aveva riportato che l'azienda polacca Polska Grupa Zbrojeniowa (PGZ) sarebbe intenzionata ad aderire al programma KF-21.
Nel giugno 2025, una delegazione dell'Aeronautica Militare Polacca ha visitato la Corea del Sud per ispezionare gli impianti di produzione del velivolo da combattimento leggero FA-50 di cui già dispone. Durante la visita, la delegazione ha anche valutato il KF-21 Boramae. Il generale di brigata Ireneusz Nowak, ispettore dell'Aeronautica Militare Polacca, ha condotto un volo dimostrativo con il KF-21.